# Uttenhoffen
Uttenhoffen est une commune française, située dans la circonscription administrative du Bas-Rhin et, depuis le 1er janvier 2021, dans le territoire de la Collectivité européenne d'Alsace, en région Grand Est.
Cette commune se trouve dans la région historique et culturelle d'Alsace.

## Géographie

### Localisation
La commune est située à 1,8 km de Gundershoffen, 2,2 de Mietesheim, 3 de Griesbach et 17,1 de Haguenau.
| Gumbrechtshoffen |             | Gundershoffen |
|                  | Uttenhoffen |               |
| Engwiller        | Mietesheim  |               |

### Géologie et relief
La commune se compose de 22,15 hectares de territoires artificialisés (11,30 %), 137,69 hectares de territoires agricoles (70,25 %) et 36,02 hectares de forêts et milieux semi-naturels (18,38 %).
Espaces naturels :
- Quatre zones naturelles d'intérêt écologique, faunistique et floristique (Znieff) :

Paysage de collines avec vergers du Pays de Hanau,
Massif forestier de Haguenau et ensembles de landes et prairies en lisière,
Vallée de la Zinsel du Nord à Gumbrechtshoffen,
Prés-vergers à Mietesheim et Uttenhoffen.
La commune est adossée aux collines du piémont des Vosges du Nord.
Forêt de Falkenstein proche.
Formations géologiques du territoire communal présentes à l'affleurement ou en subsurface.

### Hydrographie et les eaux souterraines
Hydrogéologie et climatologie : Système d’information pour la gestion des eaux souterraines du bassin Rhin-Meuse :
Territoire communal : Occupation du sol (Corinne Land Cover); Cours d'eau (BD Carthage),
Géologie : Carte géologique; Coupes géologiques et techniques,
 Hydrogéologie : Masses d'eau souterraine; BD Lisa; Cartes piézométriques.

#### Réseau hydrographique
La commune est dans le bassin versant du Rhin au sein du bassin Rhin-Meuse. Elle est drainée par la Zinsel du Nord,.
La Zinsel du Nord, d'une longueur totale de 43,2 km, prend sa source dans la commune de Mouterhouse et se jette  dans la Moder à Schweighouse-sur-Moder, après avoir traversé douze communes. 

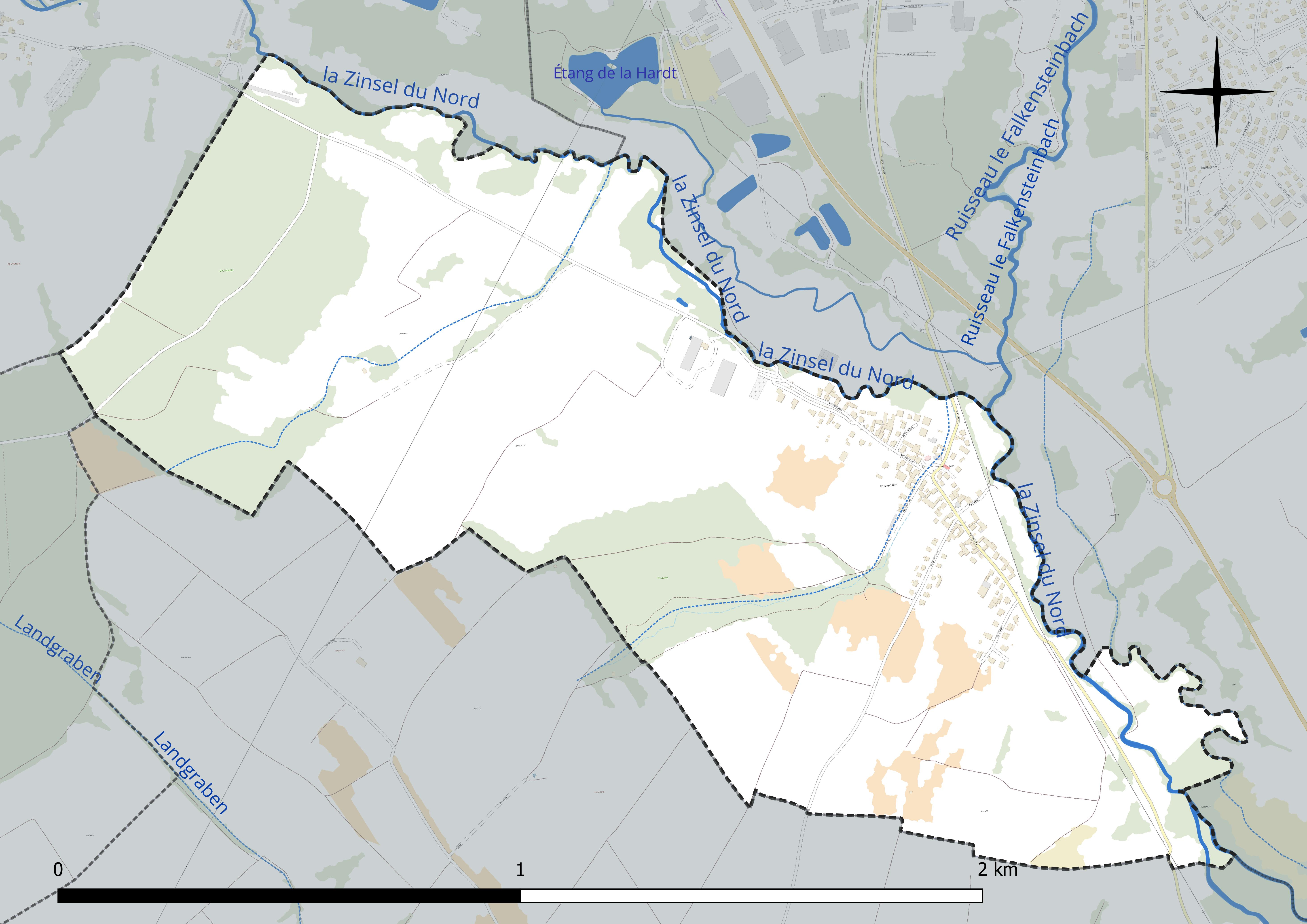
Réseau hydrographique d'Uttenhoffen.

#### Gestion et qualité des eaux
Le territoire communal est couvert par le schéma d'aménagement et de gestion des eaux (SAGE) « Moder ». Ce document de planification concerne le bassin versant de la Moder dont le territoire s'étend sur 1 720 km2. Le périmètre a été arrêté le 25 janvier 2006. La commission locale de l'eau a été créée le 12 juillet 2007, puis modifiée le 14 décembre 2021. La structure porteuse de l'élaboration et de la mise en œuvre est le Syndicat des eaux et de l’assainissement Alsace-Moselle (SDEA). 
La qualité des cours d’eau peut être consultée sur un site dédié géré par les agences de l’eau et l’Agence française pour la biodiversité.

### Climat
Pour des articles plus généraux, voir Climat du Grand Est et Climat du Bas-Rhin.
En 2010, le climat de la commune est de type climat des marges montargnardes, selon une étude du Centre national de la recherche scientifique s'appuyant sur une série de données couvrant la période 1971-2000. En 2020, Météo-France publie une typologie des climats de la France métropolitaine dans laquelle la commune est exposée à un climat semi-continental et est dans la région climatique  Vosges, caractérisée par une pluviométrie très élevée (1 500 à 2 000 mm/an) en toutes saisons et un hiver rude (moins de 1 °C). 
Pour la période 1971-2000, la température annuelle moyenne est de 10,5 °C, avec une amplitude thermique annuelle de 17,8 °C. Le cumul annuel moyen de précipitations est de 810 mm, avec 10,3 jours de précipitations en janvier et 10,2 jours en juillet. Pour la période 1991-2020, la température moyenne annuelle observée sur la station météorologique de Météo-France la plus proche, « Uhrwiller_sapc », sur la commune de Uhrwiller à 6 km à vol d'oiseau, est de 10,9 °C et le cumul annuel moyen de précipitations est de 740,0 mm. 
La température maximale relevée sur cette station est de 38,7 °C, atteinte le 7 août 2015 ; la température minimale est de −18 °C, atteinte le 20 décembre 2009,,. 
Les paramètres climatiques de la commune ont été estimés pour le milieu du siècle (2041-2070) selon différents scénarios d'émission de gaz à effet de serre à partir des nouvelles projections climatiques de référence DRIAS-2020. Ils sont consultables sur un site dédié publié par Météo-France en novembre 2022.

## Urbanisme

### Typologie
Au 1er janvier 2024, Uttenhoffen est catégorisée commune rurale à habitat dispersé, selon la nouvelle grille communale de densité à sept niveaux définie par l'Insee en 2022.
Elle est située hors unité urbaine. Par ailleurs la commune fait partie de l'aire d'attraction de Haguenau, dont elle est une commune de la couronne,. Cette aire, qui regroupe 34 communes, est catégorisée dans les aires de 50 000 à moins de 200 000 habitants,.

#### Occupation des sols
Commune bénéficiant du plan local d'urbanisme intercommunal du Pays de Niederbronn-les-Bains.
L'occupation des sols de la commune, telle qu'elle ressort de la base de données européenne d’occupation biophysique des sols Corine Land Cover (CLC), est marquée par l'importance des territoires agricoles (70,7 % en 2018), une proportion identique à celle de 1990 (70,7 %). La répartition détaillée en 2018 est la suivante : prairies (36,3 %), cultures permanentes (20,3 %), forêts (17,6 %), zones urbanisées (11,6 %), terres arables (9,8 %), zones agricoles hétérogènes (4,3 %). L'évolution de l’occupation des sols de la commune et de ses infrastructures peut être observée sur les différentes représentations cartographiques du territoire : la carte de Cassini (XVIIIe siècle), la carte d'état-major (1820-1866) et les cartes ou photos aériennes de l'IGN pour la période actuelle (1950 à aujourd'hui).

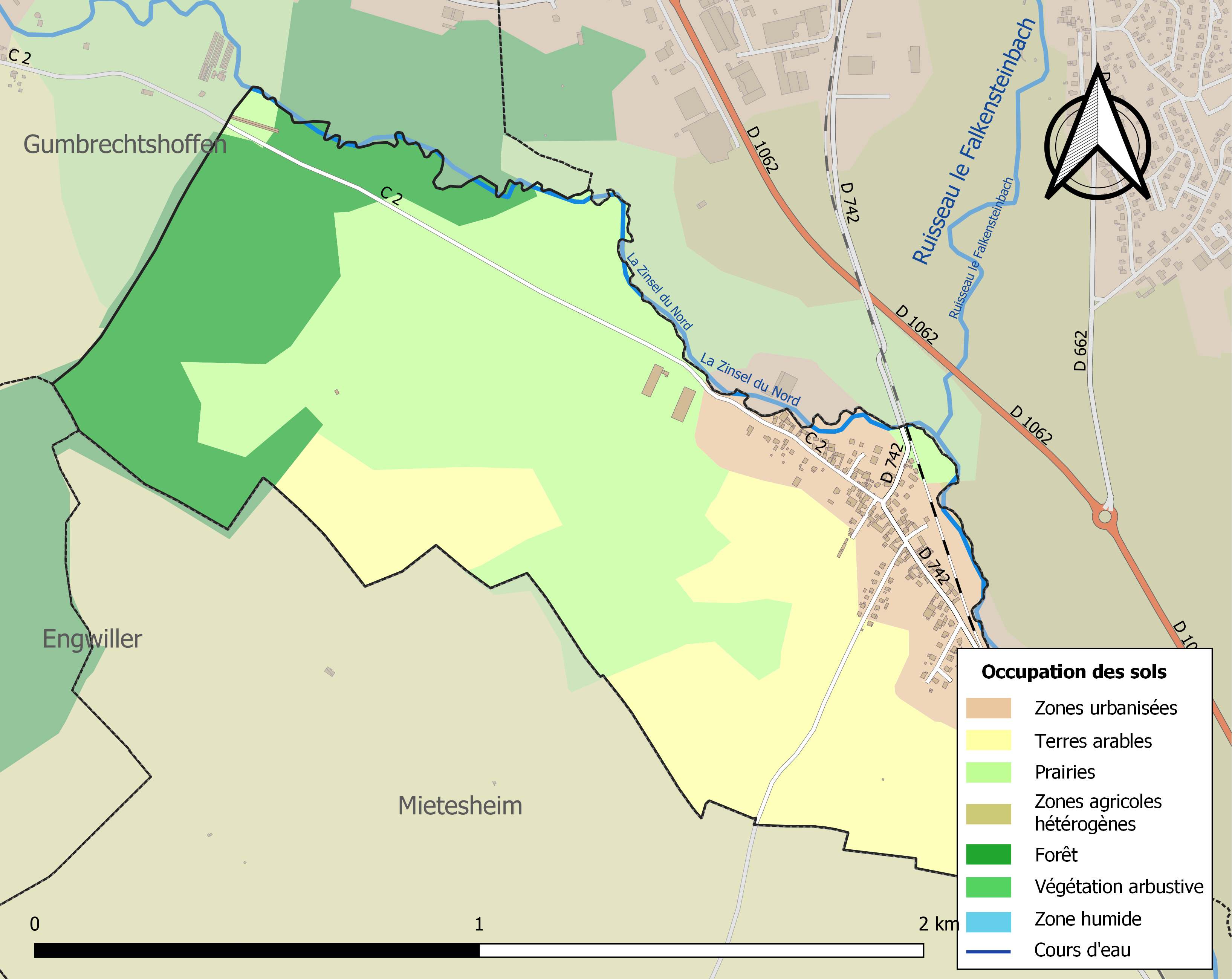
Carte des infrastructures et de l'occupation des sols de la commune en 2018 (CLC).

### Voies de communications et transports

#### Voies routières
Commune située sur la route impériale de Strasbourg à Deux-Ponts[réf. nécessaire].
- D 742 vers Mertzwiller,
- D 662 vers Gundershoffen.
- A4, appelée aussi Autoroute de l'Est : Échangeurs Hochfelden, Vendenheim, Saverne.
- A340, désormais intégrée à la D1340 : Échangeurs : Haguenau, Wahlenheim, Brumath - Mommenheim.

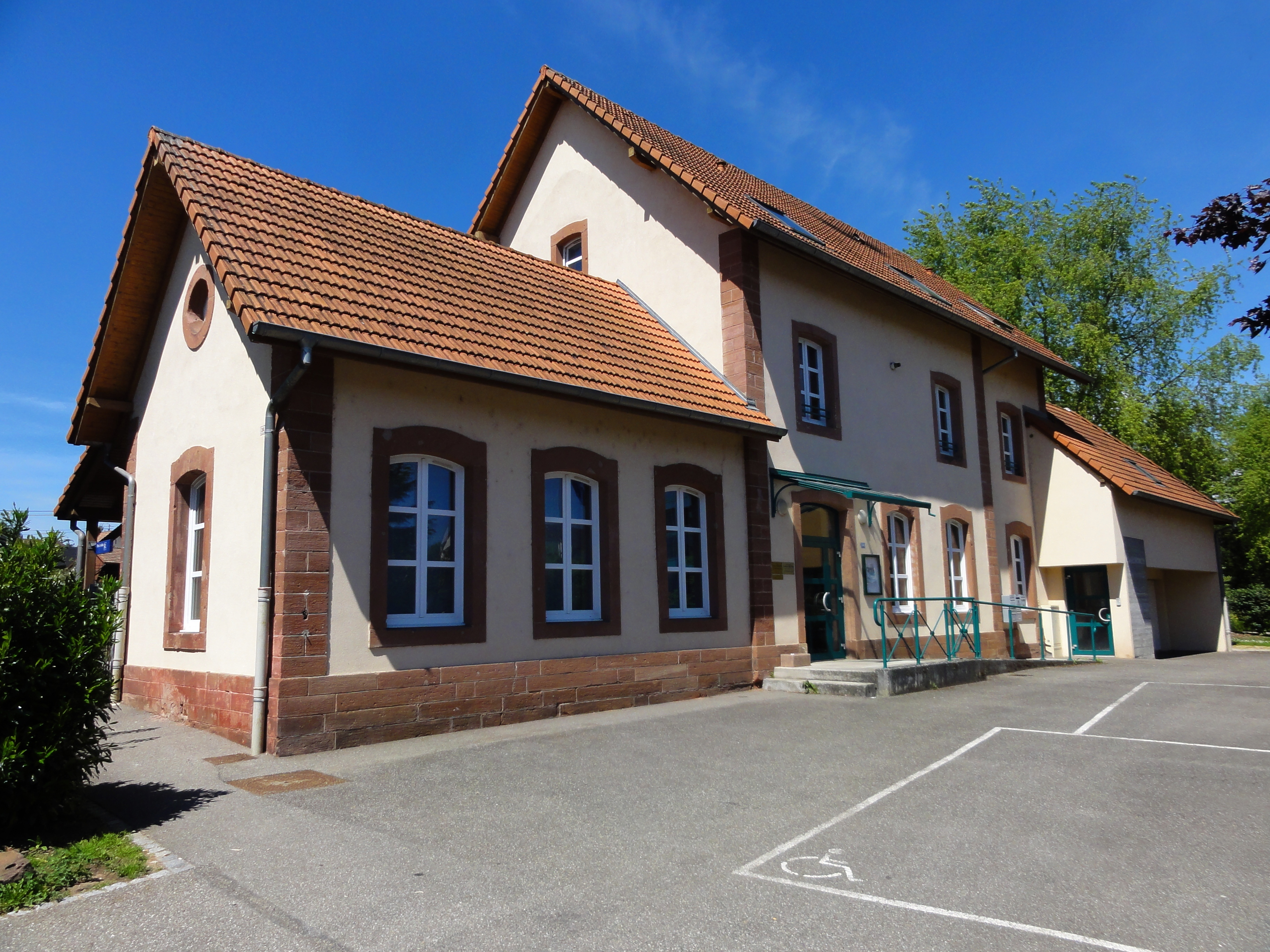
Gare de Gundershoffen.

#### Transports en commun
- Transports en Alsace.
- Fluo Grand Est.
- Transport à la demande[25].

#### SNCF
- Gare de Gundershoffen

### Risques naturels et technologiques
Commune située dans une zone de sismicité moyenne.

## Toponymie
Étude historique et linguistique des noms de lieux (toponymie) par Bernard Schmitt.
Étymologie.

## Histoire
Des céramiques de La Tène ont été trouvées en 1913 dans les fosses sur le passage de la voie ferrée entre Mietesheim et Uttenhoffen.
Au XIVe siècle, le village appartenait aux Ochsenstein, puis successivement aux Deux-Ponts-Bitche, aux Hanau-Lichtenberg,  bailliage de Niederbronn, appartenant aux seigneurs de Lichtenberg et finalement, en 1709, aux Linange.
Uttenhoffen est l'une des quelque 50 localités d'Alsace dotées d'une église simultanée.
La Réforme y fut introduite en 1552. Le village, qui devient une annexe de Gumbrechtshoffen en 1588, a été acquis en 1762 par la famille de Dietrich. L'église avec son toit à l'impériale est un simultaneum depuis 1758.
Entre 1793 et 1794 l'autrichien Wurmser a fait construire une série d'ouvrages fortifiés de Drusenheim à Lembach,.

## Politique et administration

### Tendances politiques
Les électeurs de Uttenhoffen votent en général plutôt à droite voire à l'extrême-droite aux élections. Par exemple à l'élection présidentielle de 2002 :
- Jean-Marie Le Pen : 43,33 % ;
- François Bayrou : 10,00 % ;
- Jacques Chirac : 8,33 % ;
- Jean-Pierre Chevènement : 8,33 % ;
- Lionel Jospin : 6,67 % ;
- Noël Mamère : 6,67 %.

La tendance est similaire en 2007.

### Budget et fiscalité 2023

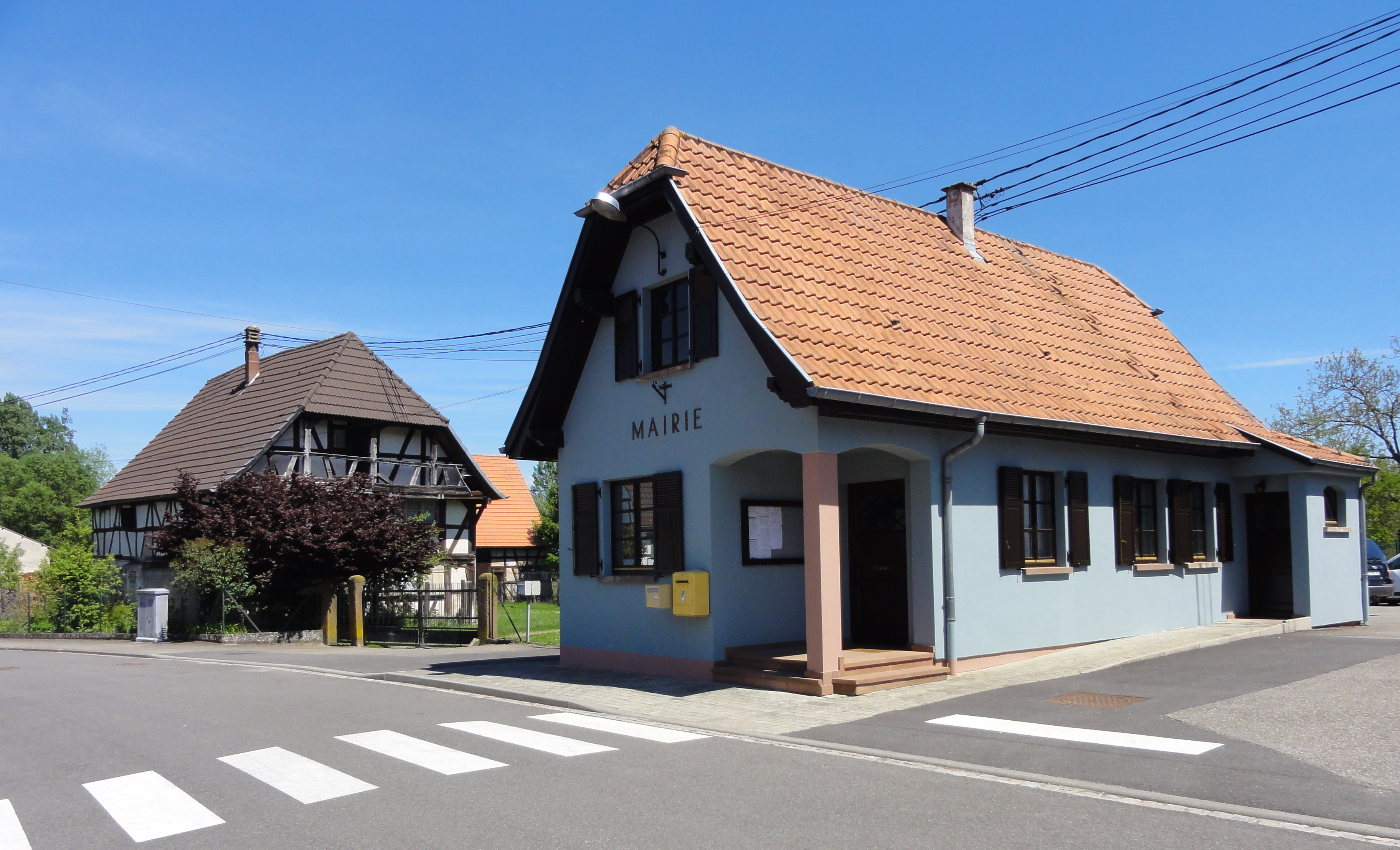
Mairie.

En 2023, le budget de la commune était constitué ainsi :
- total des produits de fonctionnement : 183 000 €, soit 872 € par habitant ;
- total des charges de fonctionnement : 143 000 €, soit 681 € par habitant ;
- total des ressources d'investissement : 19 000 €, soit 92 € par habitant ;
- total des emplois d'investissement : 37 000 €, soit 175 € par habitant ;
- endettement : 0 €, soit 2 € par habitant.

Avec les taux de fiscalité suivants :
- taxe d'habitation : 14,79 % ;
- taxe foncière sur les propriétés bâties : 26,53 % ;
- taxe foncière sur les propriétés non bâties : 46,26 % ;
- taxe additionnelle à la taxe foncière sur les propriétés non bâties : 0 % ;
- cotisation foncière des entreprises : 0 %.

Chiffres clés Revenus et pauvreté des ménages en 2021 : médiane en 2021 du revenu disponible, par unité de consommation : 24 970 €.

### Liste des maires
| Période                                  | Période  | Identité     | Étiquette | Qualité                             |
| ---------------------------------------- | -------- | ------------ | --------- | ----------------------------------- |
| Les données manquantes sont à compléter. |          |              |           |                                     |
| 1983                                     | mai 2020 | Albert Jost  |           |                                     |
| mai 2020                                 | En cours | Thomas Bauer |           | Ouvrier qualifié de type industriel |

### Intercommunalité
Commune membre de la communauté de communes du Pays de Niederbronn-les-Bains.

## Équipements et services publics

### Enseignement
Établissements d'enseignements :
- Maternelle Intercommunale Mietesheim Uttenhoffen.

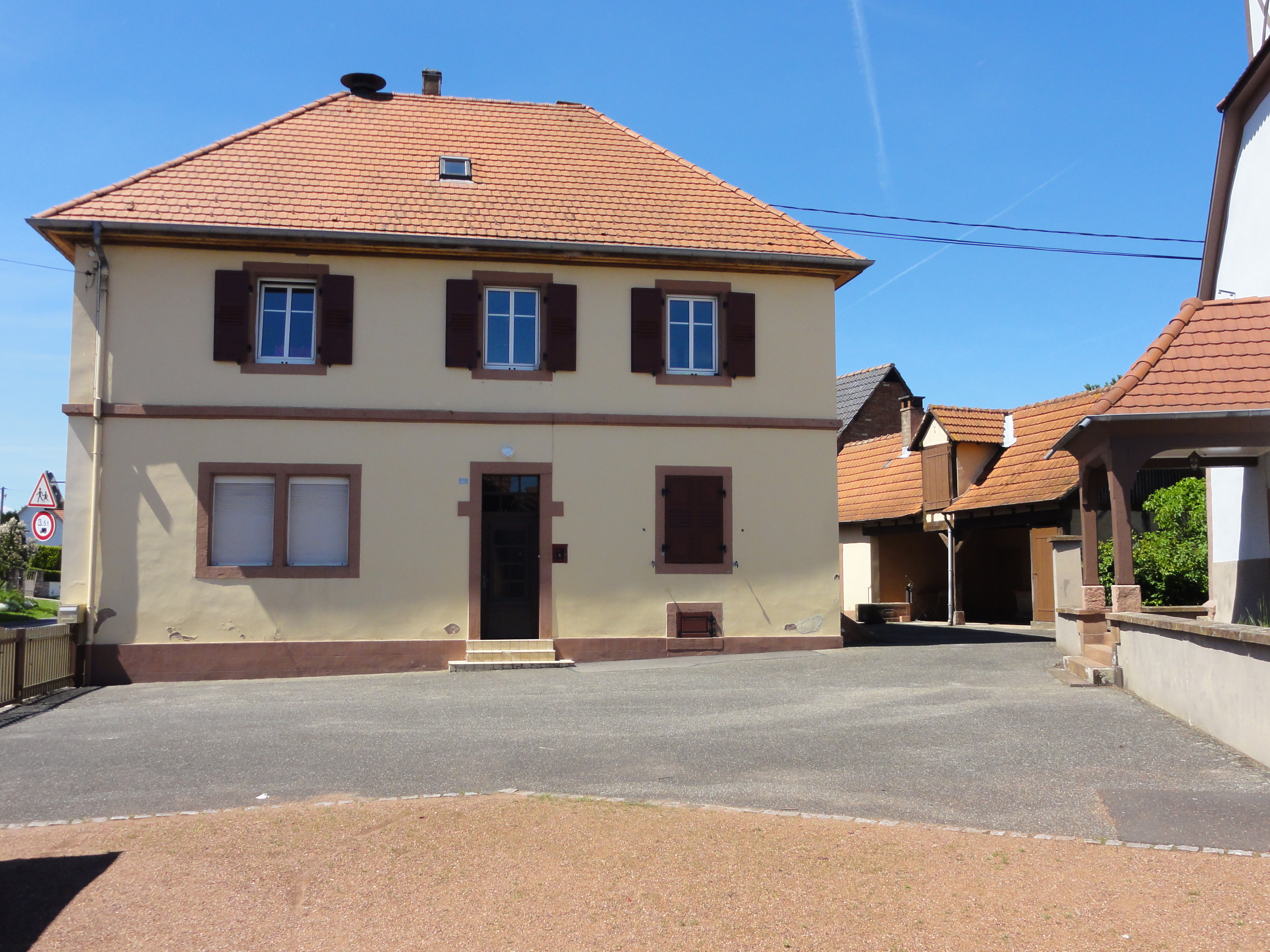
École.
- École Primaire Mietesheim Uttenhoffen.
- Collèges de Reichshoffen, Mertzwiller, Val-de-Moder, Niederbronn-les-Bains.
- Lycées à Walbourg, Haguenau.

### Santé
Professionnels et établissements de santé :
- Médecins à Gundershoffen, Mertzwiller,
- Pharmacies à Gundershoffen, Mertzwiller, La Walck,
- Hôpitaux à Niederbronn-les-Bains, Goersdorf.

## Population et société

### Démographie

#### Évolution démographique
L'évolution du nombre d'habitants est connue à travers les recensements de la population effectués dans la commune depuis 1793. Pour les communes de moins de 10 000 habitants, une enquête de recensement portant sur toute la population est réalisée tous les cinq ans, les populations de référence des années intermédiaires étant quant à elles estimées par interpolation ou extrapolation. Pour la commune, le premier recensement exhaustif entrant dans le cadre du nouveau dispositif a été réalisé en 2004.

En 2022, la commune comptait 218 habitants, en évolution de +8,46 % par rapport à 2016 (Bas-Rhin : +3,17 %, France hors Mayotte : +2,11 %).
| 1793 | 1800 | 1806 | 1821 | 1831 | 1836 | 1841 | 1846 | 1851 |
| ---- | ---- | ---- | ---- | ---- | ---- | ---- | ---- | ---- |
| 139  | 138  | 166  | 186  | 172  | 183  | 181  | 192  | 176  |

| 1856 | 1861 | 1866 | 1871 | 1875 | 1880 | 1885 | 1890 | 1895 |
| ---- | ---- | ---- | ---- | ---- | ---- | ---- | ---- | ---- |
| 158  | 171  | 170  | 164  | 154  | 153  | 149  | 153  | 167  |

| 1900 | 1905 | 1910 | 1921 | 1926 | 1931 | 1936 | 1946 | 1954 |
| ---- | ---- | ---- | ---- | ---- | ---- | ---- | ---- | ---- |
| 167  | 168  | 158  | 146  | 138  | 147  | 160  | 141  | 135  |

| 1962 | 1968 | 1975 | 1982 | 1990 | 1999 | 2004 | 2006 | 2009 |
| ---- | ---- | ---- | ---- | ---- | ---- | ---- | ---- | ---- |
| 144  | 150  | 144  | 173  | 166  | 176  | 171  | 176  | 168  |

| 2014 | 2019 | 2022 | - | - | - | - | - | - |
| ---- | ---- | ---- | - | - | - | - | - | - |
| 192  | 209  | 218  | - | - | - | - | - | - |

### Cultes
- Culte catholique, communauté de paroisses Les prairies de La Zorn[46],[47], diocèse de Strasbourg.
- Culte protestant. Église protestante de Gumbrechsthoffen[48].

### Animations

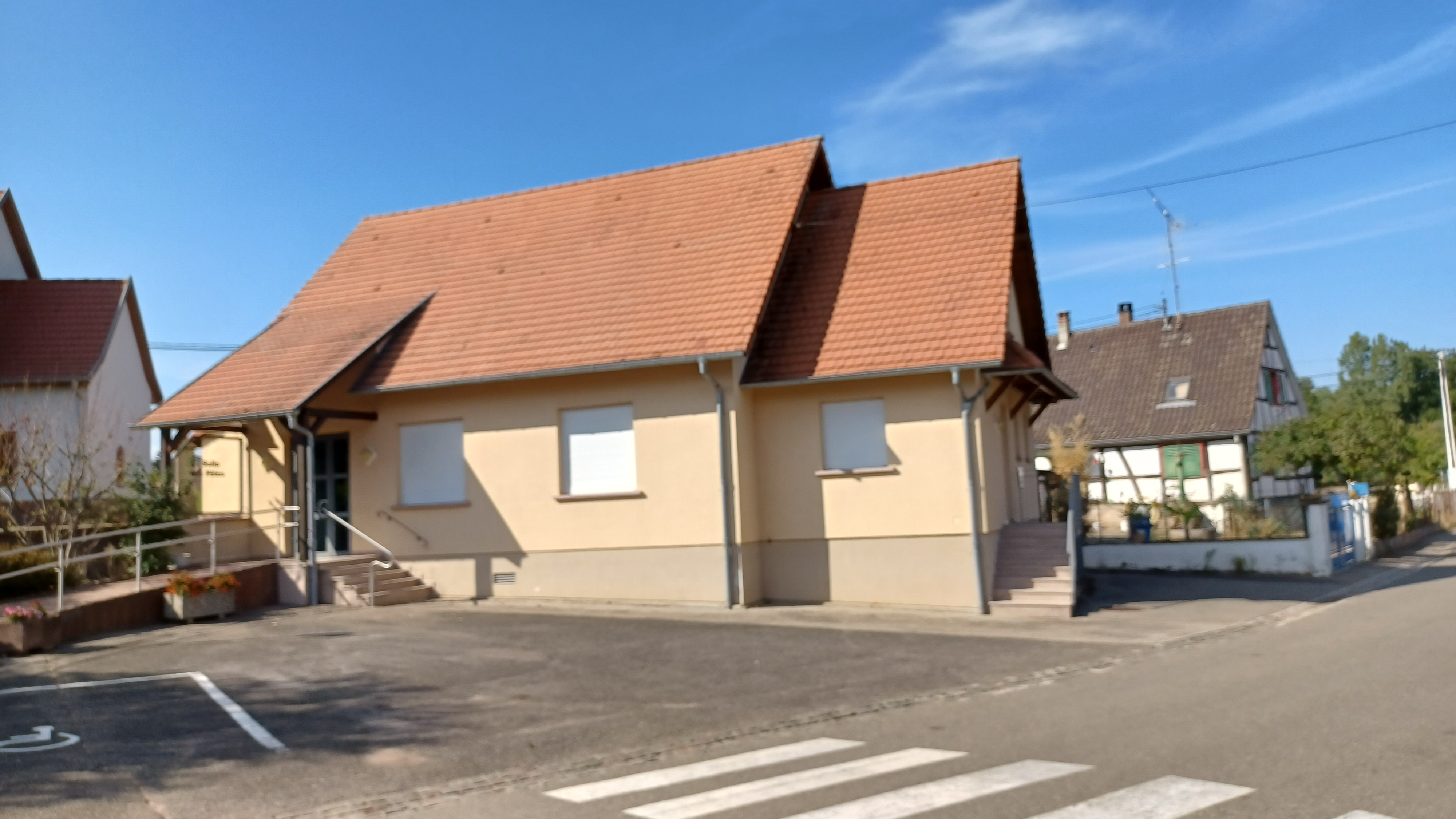
Salle des fêtes.

- Tous les ans, le 3e dimanche de septembre, se déroule le traditionnel Messti à la salle des fêtes. Suivi le lundi soir par l’institutionnel « Hari Owe »[49].
- Durant l’été « Les Impromptus de la ferme Bleue », concerts se déroulant les vendredis en soirée aux « Jardins de la Ferme Bleue »[50],[51].

## Économie

### Entreprises et commerces

#### Agriculture, élevage
- Élevage d'ovins et de caprins[52].
- Culture de céréales, de légumineuses et de graines oléagineuses.

#### Tourisme

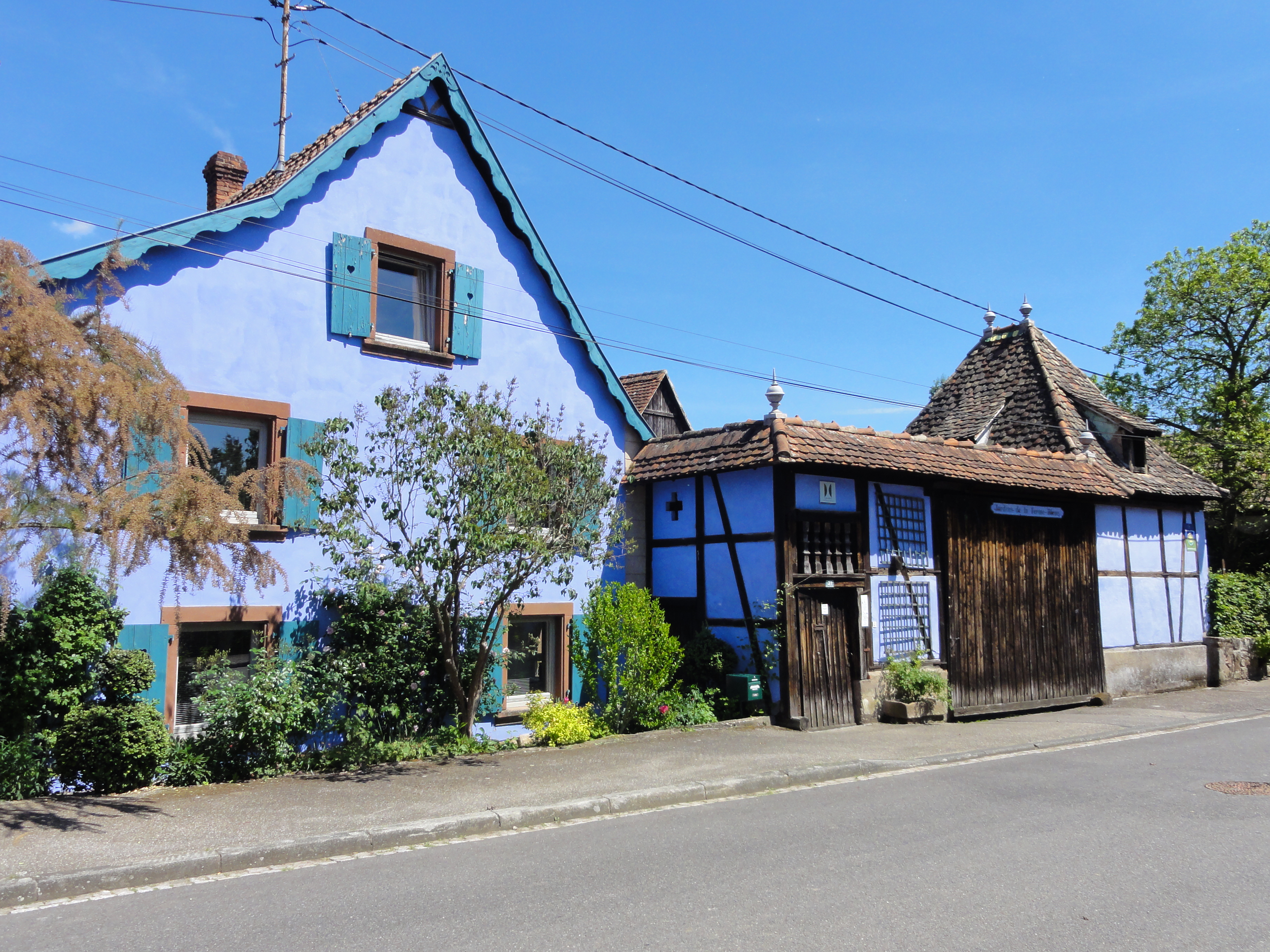
« La ferme Bleue, chambres d'hôtes ».
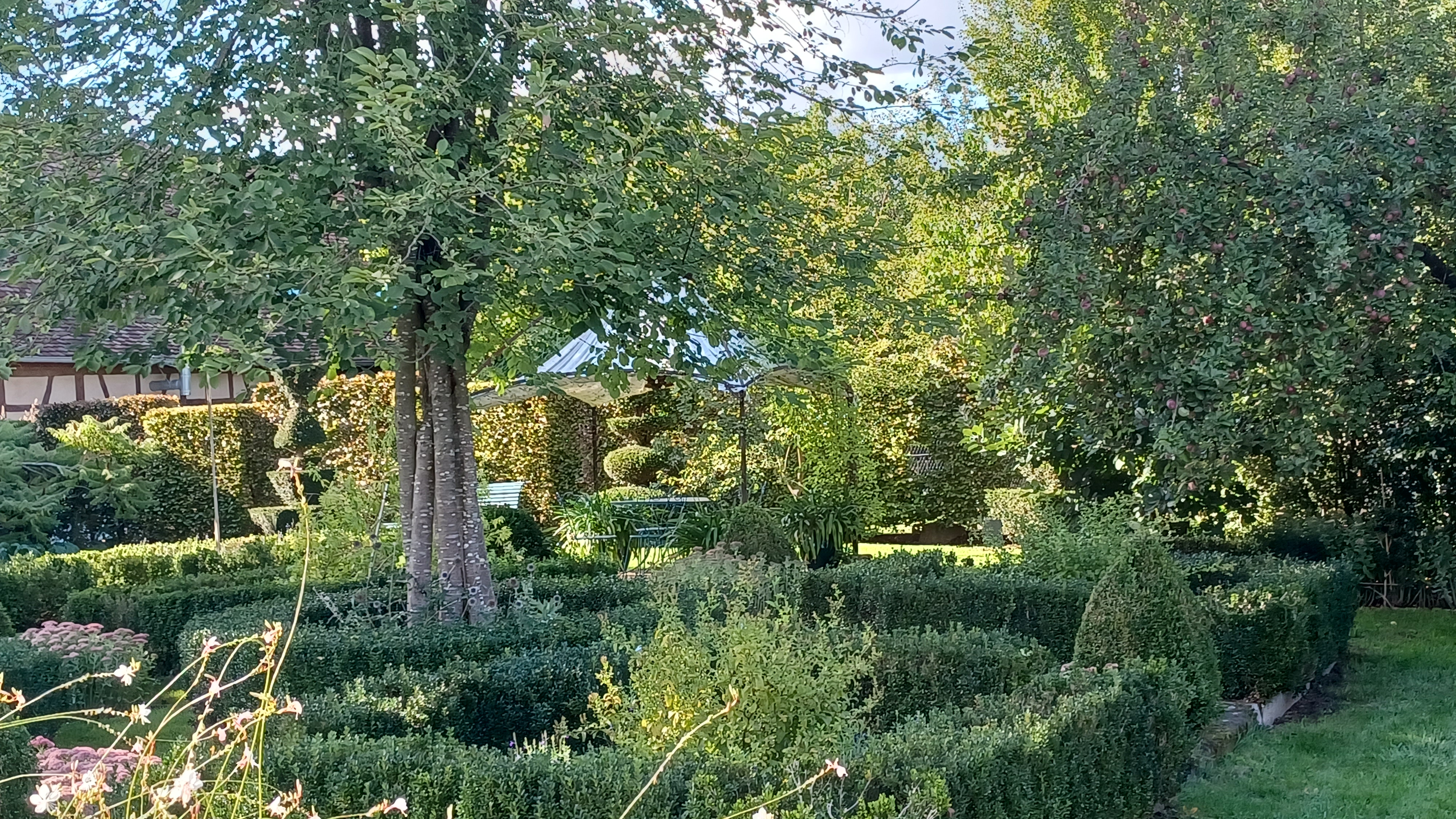
« Les Jardins de la Ferme Bleue ». Distinction : Label "Jardin remarquable"
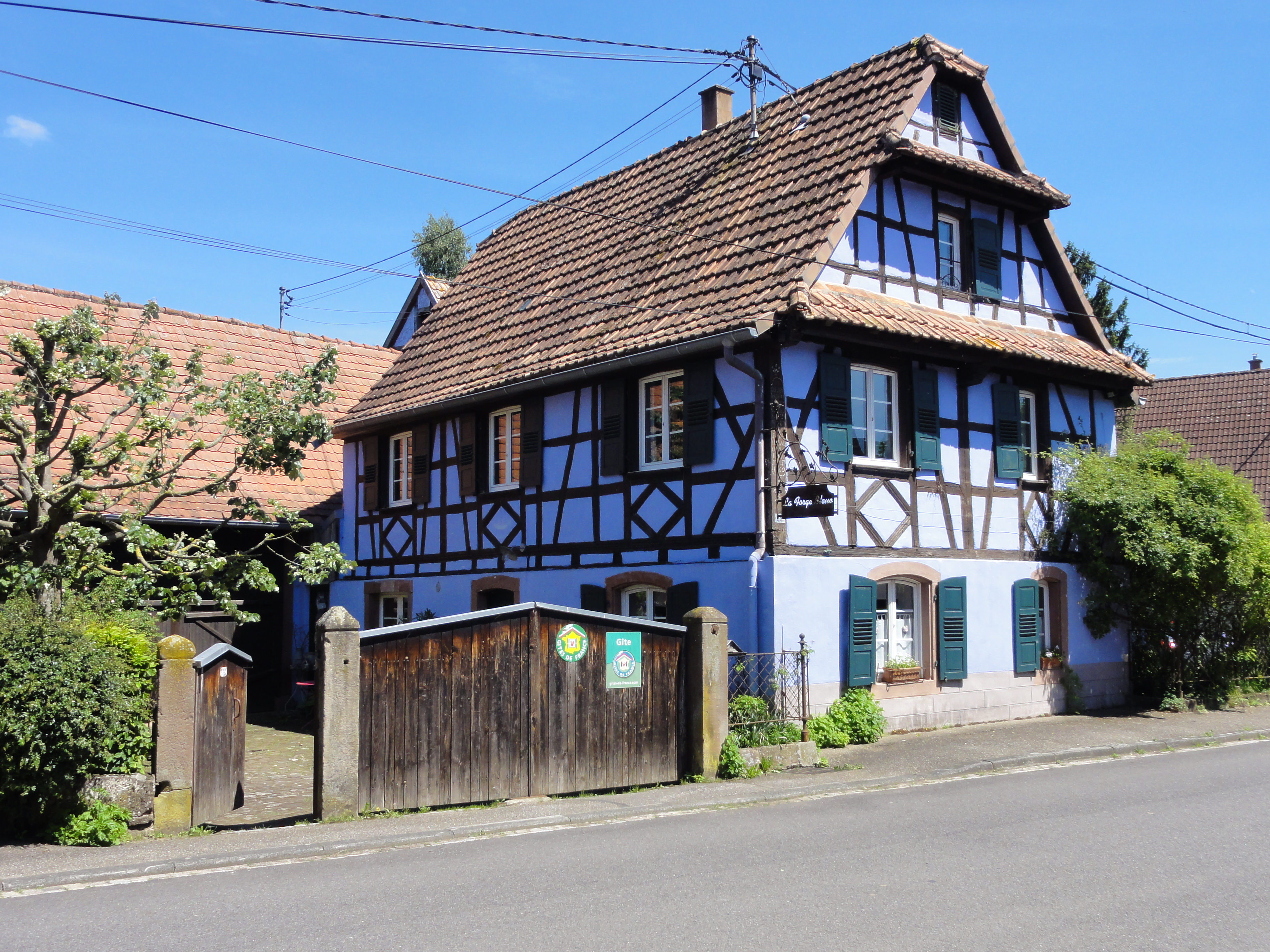
Gîtes de France.

- Jardins de la Ferme Bleue[53], chambres d'hôtes[54], espace de verdure de 1 700 m2, où les arbustes sont taillés et agencés géométriquement. Site qui a été présenté lors des Journées mondiales de l’art topiaire en mai 2022[55].
- Gîtes de France[56].

#### Commerces et services
- Commerces de proximité à Gundershoffen, Mertzwiller, Reichschoffen.
- Nature & Saveurs. Épicerie Bio ambulante, spécialisé depuis 2009 dans les huiles d'olive de qualité[57], sur France Bleu Alsace.
- Gestion des sites et monuments historiques et des attractions touristiques similaires[58].

## Culture locale et patrimoine

### Lieux et monuments

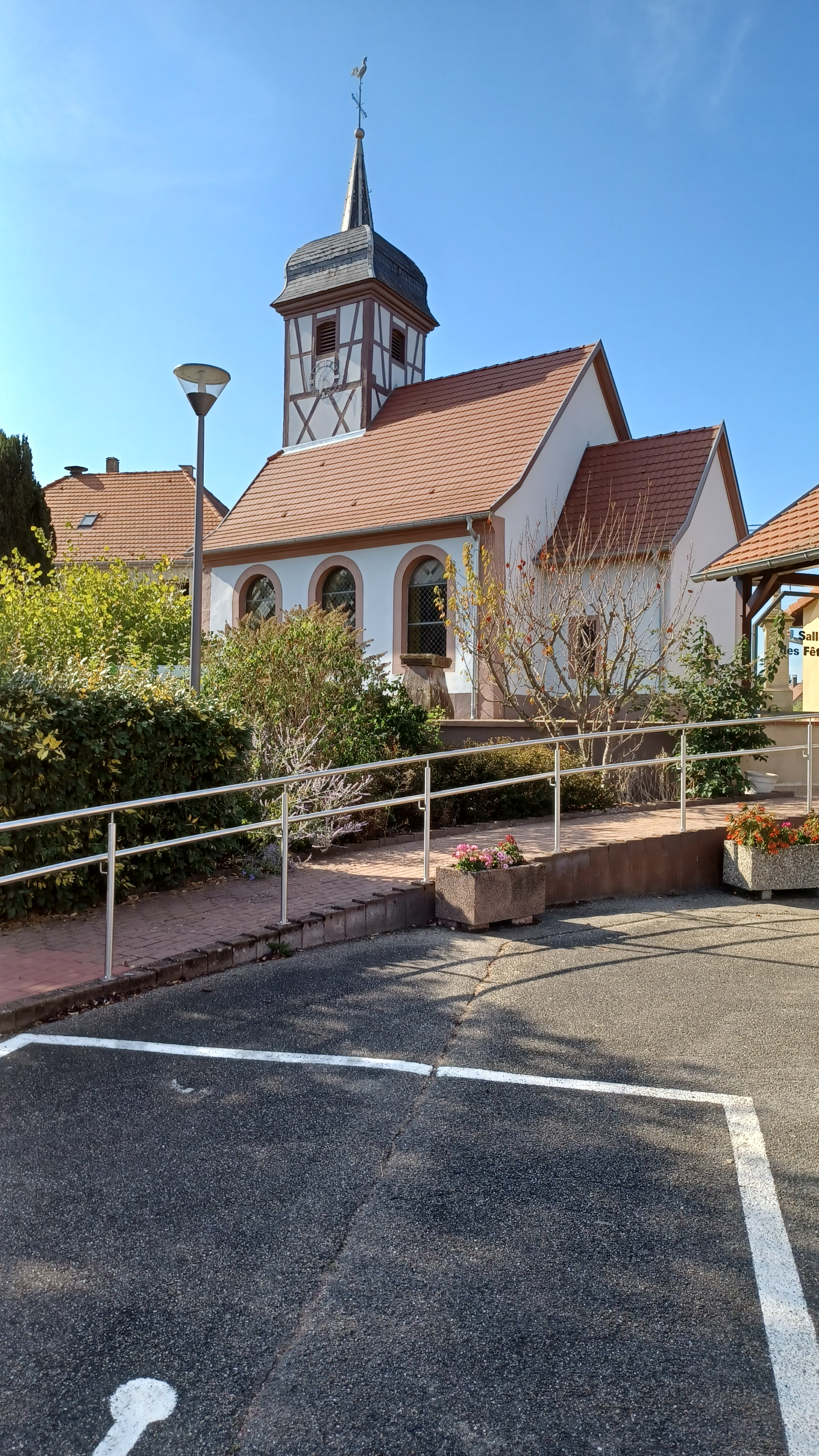
Église Saint-Jean-Baptiste.
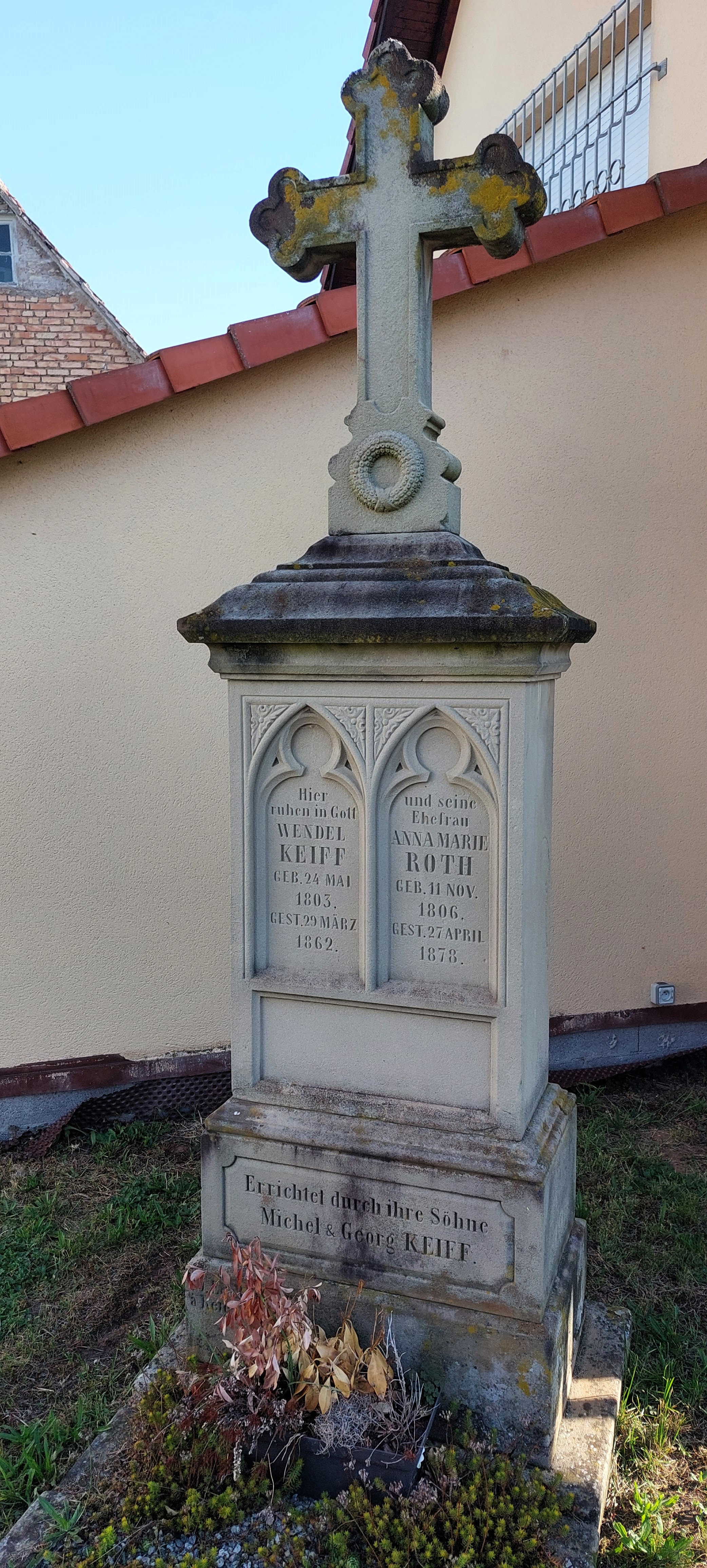
Ancienne pierre tombale à côté de l'église.
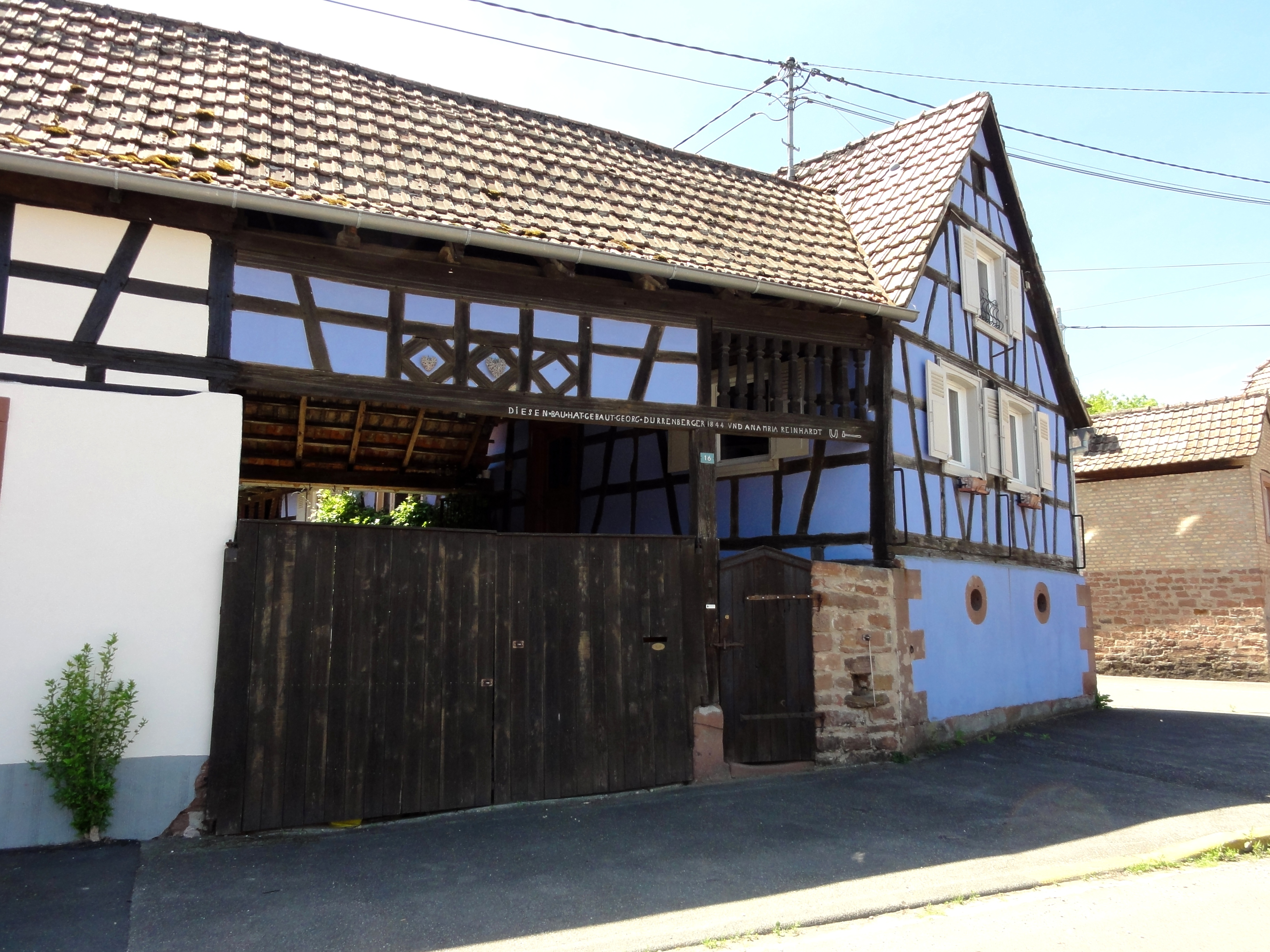
Ferme de forgeron (1844).
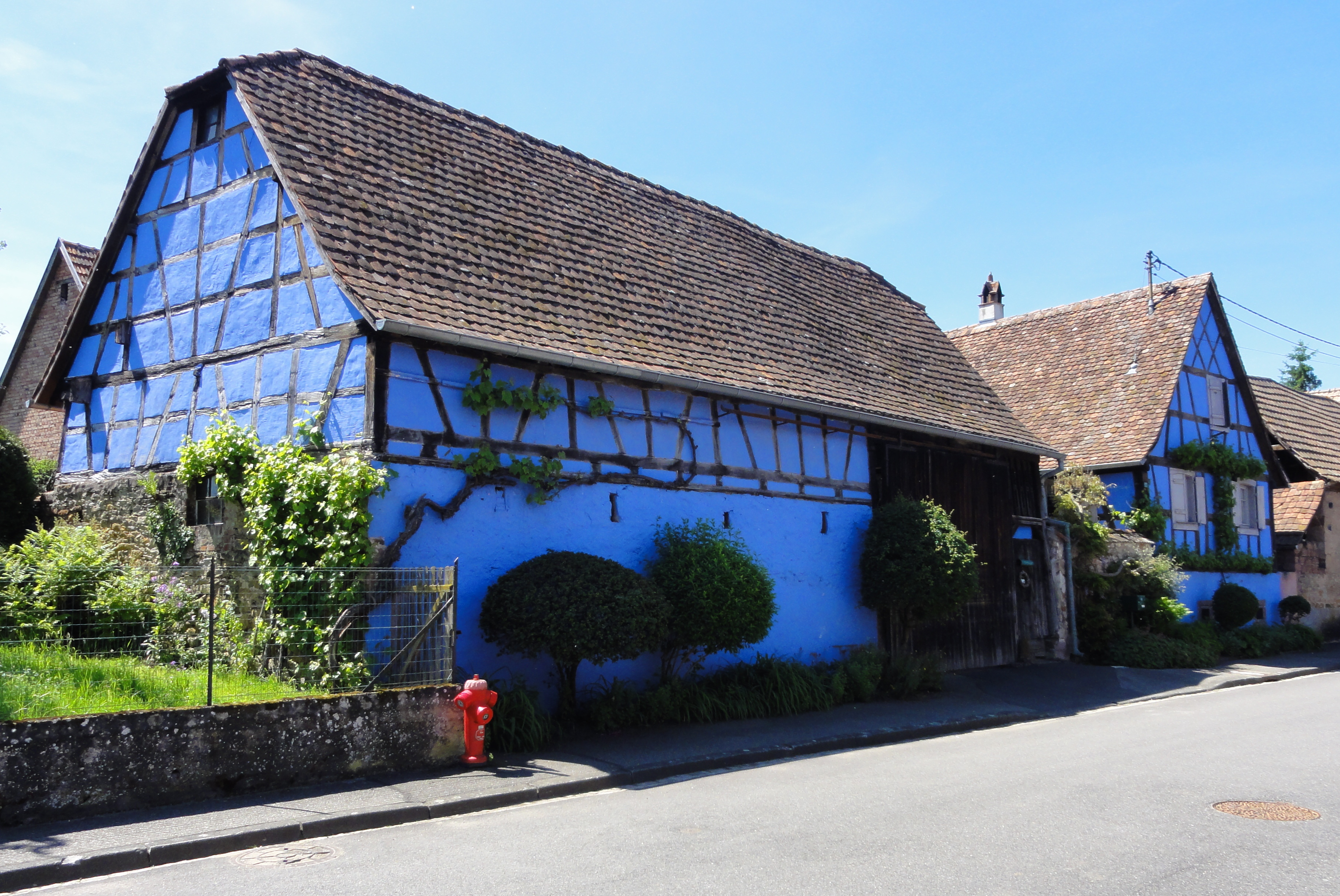
Ferme (1801) et grange (1839).

- Église simultanée Saint-Jean-Baptiste, temple protestant, considérée comme étant la plus petite église d’Alsace à colombages, et dont le chœur est daté du début du XVIe siècle[59],[60].

Orgue de Schwenkedel Georges, facteur d'orgues, 1954,,.
Cloche XVIIIe siècle de Edel Matthieu I (fondeur de cloches).
- Tombe collective allemande et française[65].

Monument aux morts : conflits commémorés : Guerre franco-allemande de 1939-1945.
- Les Jardins de la Ferme Bleue, jardin dédié à la création artistique (Label Jardin remarquable)[67],[68],[69].

- Jardin de Gretel[70].
- Patrimoine rural recensé par le service régional de l'Inventaire général du patrimoine culturel[71].
- L'ancien lavoir[72].
- Des fermes à pans de bois, peintes au bleu de Hanau[73].
- Maison à colombages au 5 rue Principale, construite aux alentours de 1611, qui a servi de modèle à l’illustrateur du service Obernai Henri Loux.

### Personnalités liées à la commune
- Anciens élus et agent communal mis à l’honneur[74].

### Héraldique
| Blason de Uttenhoffen | Blason  | Parti : au premier d'argent aux deux fasces de gueules, au second d'azur aux trois aigles d'argent. |
| Blason de Uttenhoffen | Détails | Dans un autre blasonnement, les trois aigles sont remplacés par trois alérions.                     |